# 仙台県
仙台県（せんだいけん）は、現在の宮城県にあった県。以下の2次にわたって存在した。
1. 明治4年7月（1871年8月）の廃藩置県で仙台藩を引き継いだ仙台県（知藩事は伊達氏）。
2. 明治4年11月（1871年12月）の第1次府県統合で設置された仙台県（県知事は官選）。改称を経て宮城県として現存。

## 歴史
明治元年12月24日（1869年2月5日）、戊辰戦争に敗れた仙台藩は62万石から28万石に減封され、仙台藩領として残されたのは陸奥国宮城郡・名取郡・黒川郡・加美郡・玉造郡および志田郡のうち43か村であった。
没収された所領のうち、現在の宮城県域には白石藩（旧盛岡藩主南部氏が転封。一部福島県域を含む）および桃生県（のちの石巻県）・栗原県（のちの登米県）が設置され、現在の岩手県域は一関県（のちの磐井県）・胆沢県に編入された。なお、南部氏はまもなく盛岡に復帰し、旧領地には白石県（のちの角田県）が設置された。
明治4年7月14日（1871年8月29日）の廃藩置県により仙台県（第1次）が設置されて仙台藩領を承継し、同年11月2日（1871年12月13日）の第1次府県統合により仙台県（第2次）が設置され、仙台県庁が仙台城に置かれた。しかしそのわずか6日後、東北鎮台からの通達で仙台城は兵部省の所管となり、東北鎮台の本営および兵営として使用されることになった。このため、仙台県庁は旧仙台藩藩校・養賢堂跡（現在は宮城県議会議事堂が建つ）への移転を余儀なくされた。
明治5年1月8日（1872年2月16日）、明治政府から派遣された県令・塩谷良翰らが人心一新を理由として県名の改名を歎願し、宮城県へと改称した。なお、仙台の名称が改められたのは朝敵藩の名称を抹殺するためであったという説が世間に広く流布しているが、これは宮武外骨が『府藩県制史』の中で唱えた説で、実際は該当しない都道府県がかなり多いので、俗説であるとされている。

## 沿革
- 明治4年7月14日（1871年8月29日） - 廃藩置県にともない仙台藩が廃止され、仙台県（第1次）となる。
- 明治4年11月2日（1871年12月13日） - 角田県および登米県の一部（牡鹿郡・桃生郡・遠田郡および志田郡のうち21か村）の区域を以て仙台県（第2次）が発足。玉造郡を一関県（のちの磐井県）に移管。
- 明治5年1月8日（1872年2月16日） - 仙台県（第2次）が県庁所在地の郡名にちなんで宮城県に改称。
- 明治9年（1876年）4月18日 - 磐井県の一部（陸前国気仙郡・本吉郡・登米郡・栗原郡・玉造郡）を宮城県に編入。
- 明治9年（1876年）4月22日 - 宮城県のうち磐城国亘理郡・伊具郡・刈田郡および宇多郡のうち9か村（現：新地町域）を磐前県に編入。
- 明治9年（1876年）8月21日 - 磐前県が廃止され、亘理郡・伊具郡・刈田郡が宮城県に復帰。宮城県が現在の区域となる。

## 管轄地域

### 第2次
- 磐城国
  - 亘理郡
  - 伊具郡
  - 刈田郡
  - 宇多郡のうち9か村（現：新地町域）
- 陸前国
  - 牡鹿郡
  - 桃生郡
  - 遠田郡
  - 志田郡
  - 加美郡
  - 黒川郡
  - 宮城郡
  - 名取郡
  - 柴田郡

## 歴代知事

### 第1次
- 明治4年7月14日（1871年8月29日） - 明治4年11月2日（1871年12月13日） ： 知県事・伊達宗敦（前仙台藩知藩事）

### 第2次
- 明治4年11月2日（1871年12月13日） - 明治5年1月8日（1872年2月16日） ： 参事・塩谷良翰（元館林藩士、前登米県大参事。宮城県改称後も参事留任）